# Maginardo
Maginardo conosciuto anche come Maginardo Aretino (X secolo – XI secolo) è stato un architetto italiano, che operò nel secolo XI nella diocesi di Arezzo, per conto dei vescovi d'Arezzo succedutisi in quel periodo: Elemperto dal 986 al 1010, Guglielmo dal 1010 al 1013, Adalberto dal 1014 al 1023, e Teodaldo (Tedaldo) dal 1023 al 1036.

## Biografia
Nel 1019 fu inviato a Ravenna per studiare i monumenti bizantini. Il risultato di questi studi fu la confluenza di stili protoromanici (aretini e lombardi) e bizantini. Il suo lavoro più importante fu il rinnovamento del Duomo di Arezzo sul colle del Pionta (il "Duomo Vecchio") di cui restano pochi resti perché fu fatto radere al suolo dai fiorentini nel 1561 per ordine di Cosimo I de' Medici.
Maginardo in un primo tempo (1006 - 1009) partecipò alla ristrutturazione della preesistente Cattedrale di Santa Maria e Santo Stefano (costruita intorno al secolo VIII), in un secondo momento lo ampliò, costruendo a fianco una nuova chiesa: Il Tempio di San Donato. Il Duomo, infatti, sorgeva nel luogo in cui documenti medioevali attestano l'esistenza del sepolcro di San Donato, secondo vescovo e patrono della città. Fu terminato nel 1032 e consacrato solennemente in quello stesso anno, il 12 novembre.
Lo storico d'arte Mario Salmi analizzando il metodo costruttivo, fa riferimento a Maginardo per la progettazione del campanile rotondo di Città di Castello,